# Sebastopol (couraçado de 1911)
O Sebastopol (Севастополь) foi um couraçado operado pela Marinha Imperial Russa e depois Frota Naval Militar Soviética e a terceira embarcação da Classe Gangut, depois do Gangut e Petropavlovsk, e seguido pelo Poltava. Sua construção começou em junho de 1909 no Estaleiro do Báltico e foi lançado ao mar em julho de 1911, sendo comissionado em novembro de 1914. Era armado com doze canhões de 305 milímetros montados em quatro torres de artilharia triplas, tinha um deslocamento de mais de 24 mil toneladas e conseguia alcançar uma velocidade de 24 nós.
O Sebastopol entrou em serviço na Primeira Guerra Mundial, porém pouco fez e passou toda a duração do conflito protegendo o Golfo da Finlândia de um possível ataque alemão, algo que nunca ocorreu. Sua tripulação ficou insatisfeita e se amotinou após o início da Revolução Russa em março de 1917. Ele deixou o Golfo da Finlândia em março de 1918 e foi tirado de serviço no final do ano por falta de pessoal. Mesmo assim, sua tripulação juntou-se à Revolta de Kronstadt de 1921, com o navio sendo renomeado para Parizhskaia Kommuna (Парижская Коммуна) em seguida.
A embarcação foi recomissionada em 1925 e modernizada em 1928 e depois em 1930, sendo transferido para atuar no Mar Negro. Durante a Segunda Guerra Mundial, deu suporte de artilharia no Cerco de Sebastopol e em operações relacionadas até ser forçado a recuar do combate em abril de 1942 pelo grande risco de ataques aéreos alemães. Foi renomeado de volta para seu nome original em 1943 e permaneceu em serviço ativo após o fim do conflito. O Sebastopol foi transformado em um navio-escola em 1954 e descomissionado dois anos depois, sendo desmontado.

## Características

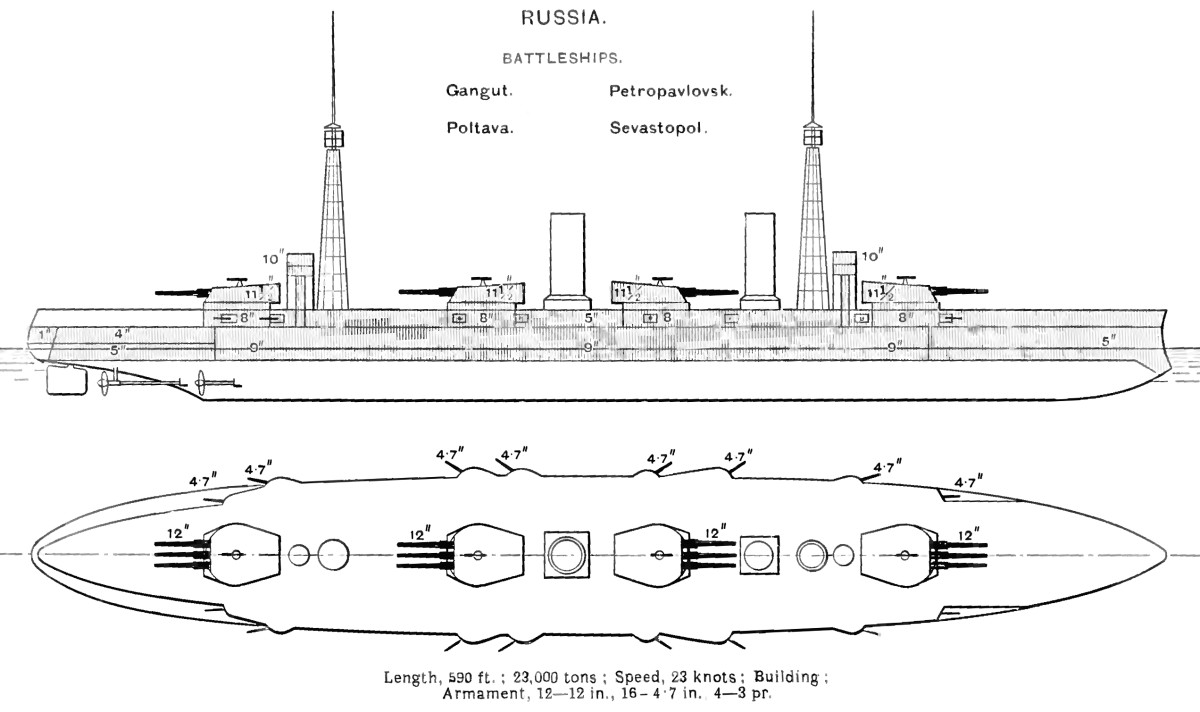
Desenho da Classe Gangut

O Gangut tinha 180 metros de comprimento da linha de flutuação e 181,2 metros de comprimento de fora a fora. Sua boca era de 26,9 metros e o calado de 8,99 metros, 49 centímetros a mais do que o projetado. Seu deslocamento carregado era de 24,8 mil toneladas, mais de 1,5 mil toneladas a mais do que o projetado. O sistema de propulsão tinha 25 caldeiras Yarrow mistas que alimentavam quatro turbinas a vapor Parsons. Estas tinham uma potência indicada de 42,6 mil cavalos-vapor (31,3 mil quilowatts) para uma velocidade máxima de 24 nós (44 quilômetros por hora). Ele podia carregar até 1 877 toneladas de carvão e 710 toneladas de óleo combustível, dando uma autonomia de 3,5 mil milhas náuticas (6,5 mil quilômetros) a dez nós (dezenove quilômetros por hora).
O Gangut era armado com uma bateria principal composta por doze canhões Obukhovskii Padrão 1907 calibre 52 de 305 milímetros montados em quatro torres de artilharia triplas dispostas pelo decorrer do comprimento da embarcação. Seu armamento secundário tinha dezesseis canhões Padrão 1905 de 120 milímetros montados em casamatas no casco. O navio foi originalmente equipado com um único canhão antiaéreo Padrão 1914/15 calibre 70 de 76 milímetros montado no tombadilho. Outras armas antiaéreas provavelmente foram adicionadas durante a Primeira Guerra Mundial, mas não se sabe os detalhes. Por fim, havia quatro tubos de torpedo de 450 milímetros submersos, dois em cada lateral. O cinturão de blindagem tinha entre 125 milímetros de espessura nas extremidades e 225 milímetros a meia-nau. O convés era protegido por uma blindagem entre doze e cinquenta milímetros. As torres de artilharia tinham laterais de 203 milímetros e tetos de cem milímetros, ficando em cima de barbetas com 150 milímetros acima do convés superior e 75 milímetros abaixo. Por fim, a torre de comando tinha laterais de 254 milímetros e teto de cem milímetros de espessura.

## História

### Início de serviço

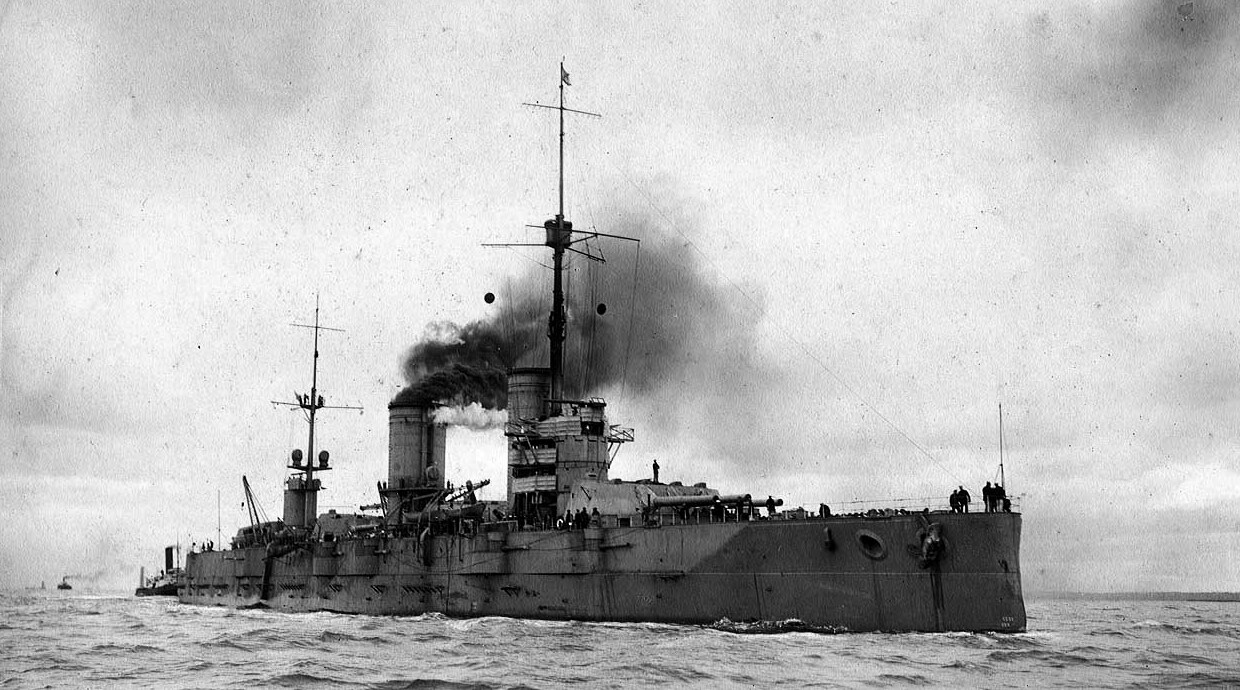
O Sebastopol c. 1915

O batimento de quilha do Sebastopol ocorreu em 16 de junho de 1909 no Estaleiro do Báltico em São Petersburgo e foi lançado ao mar em 10 de julho de 1911. Entrou em serviço em 30 de novembro de 1914 e chegou em Helsinque no final do mês seguinte, sendo designado para atuar como parte da Primeira Brigada de Couraçados da Frota do Báltico. Ele e seu irmão Gangut deram cobertura para operações de campos minados ao sul de Libau em 27 de agosto de 1915, o mais distante que qualquer dreadnought russo se aventurou fora do Golfo da Finlândia na Primeira Guerra Mundial. Encalhou em 10 de setembro e ficou sob reparos por dois meses. Meia carga de pólvora foi derrubada no chão do depósito de munição dianteiro em 17 de outubro e entrou em ignição. O depósito foi inundado para impedir uma explosão, mas o fogo matou dois tripulantes e feriu vários outros. Não participou de ação alguma em 1916, mas bateu em rochas duas vezes, sofrendo danos leves. Sua tripulação juntou-se ao motim da Frota do Báltico em 16 de março de 1917, após os marinheiros entediados terem sido informados da Revolução de Fevereiro. O Tratado de Brest-Litovski exigiu a evacuação de Helsinque em março de 1918 ou os navios seriam internados na recém-independente Finlândia. A Classe Gangut liderou o primeiro grupo de navios que partiram em 12 de março, chegando em Kronstadt cinco dias depois no que ficou conhecido como "Viagem de Gelo".
A tripulação do Sebastopol juntou-se à Revolta de Kronstadt em março de 1921. Ele disparou de volta contra os bolcheviques quando estes começaram a bombardear Kronstadt, sendo atingido por três projéteis de 305 milímetros que mataram ou feriram 102 marinheiros. A revolta foi subjugada de forma sangrenta e a embarcação foi rapidamente renomeada em 31 de março para Parizhskaia Kommuna (Парижская Коммуна) em homenagem á Comuna de Paris. Passou por várias pequenas reformas antes de ser recomissionado em 17 de setembro de 1925. Passou por novas reformas em 1928 no Estaleiro do Báltico em preparação para uma transferência para o Mar Negro. Sua chaminé dianteira foi elevada e a parte superior angulada para trás em uma tentativa de impedir que a exaustão dos gases interferisse com os espaços de controle e artilharia, enquanto três canhões antiaéreos de 76 milímetros foram adicionados aos tetos da primeira e quarta torres de artilharia principais. Alguns telêmetros adicionais foram instalados e o navio recebeu uma proa falsa a fim de melhorar sua navegabilidade. O Parizhskaia Kommuna partiu para o Mar Negro em 22 de novembro de 1929 na companhia do cruzador rápido Profintern, encontrando mares bravios e clima ruim na Baía de Biscaia. A proa falsa do couraçado era aberta no topo e não tinha uma drenagem suficiente, o que prendia muita água dentro, danificava a proa falsa e sua estrutura de apoio. O navio foi forçado a parar em Brest, na França, para reparos, que incluíram a remoção do baluarte que prendia tanta água. As duas embarcações chegaram em Sebastopol em 18 de janeiro de 1930, com o Parizhskaia Kommuna se tornando a capitânia da Frota do Mar Negro.

### Reconstrução

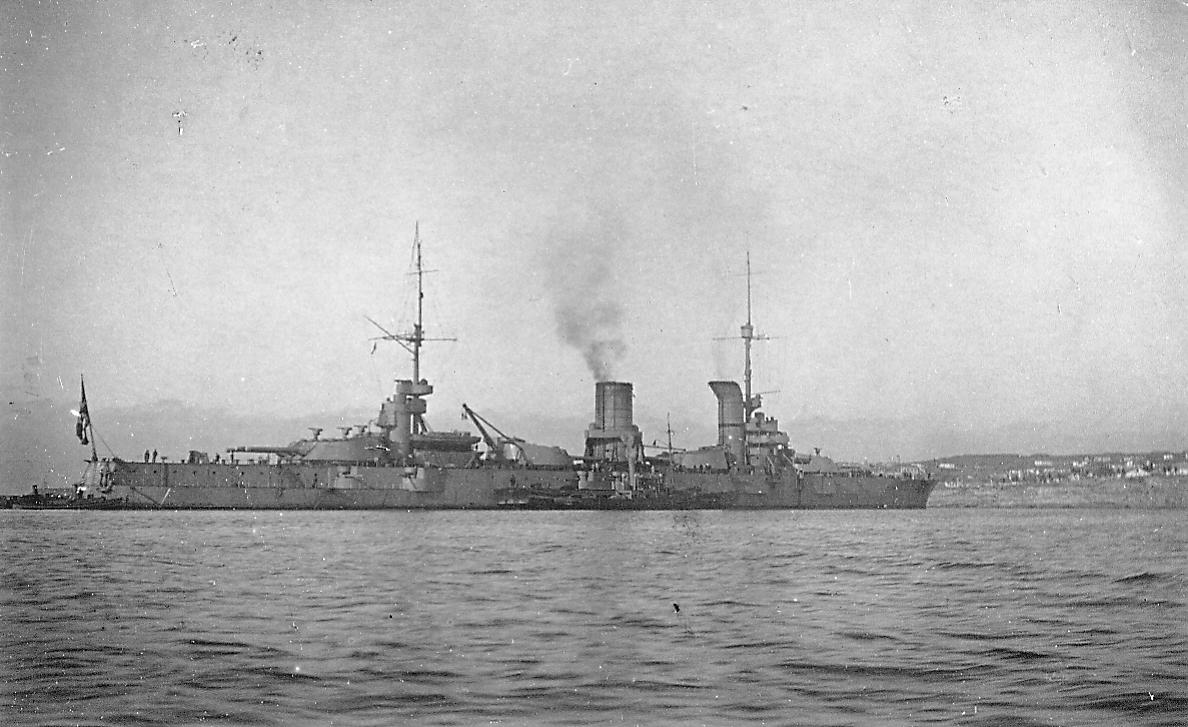
O Parizhskaia Kommuna em 1931

O Parizhskaia Kommuna foi equipado com uma catapulta de aeronaves importada no topo de sua terceira torre de artilharia entre 1930 e 1933. Ela foi transferida para o cruzador rápido Krasni Kavkaz quando o couraçado começou o primeiro estágio de seu processo de reconstrução em novembro de 1933. Esta foi baseada no trabalho feito anteriormente em seu irmão Oktiabrskaia Revolutsia, antigo Gangut, porém foi muito mais amplo. Sua superestrutura de ré foi ampliada e uma nova estrutura construída logo à frente, forçando o reposicionamento do mastro principal. Isto não deixou espaço suficiente para um guindaste, assim duas retrancas grandes foram instaladas para lidar com hidroaviões, enquanto os guindastes dos botes já existentes foram mantidos no lugar. O mastro precisou ser reforçado por dois pés para que pudesse aguentar o peso das retrancas e suas cargas. Sua proa falsa foi retrabalhada em um verdadeiro castelo da proa como havia sido feito com seus irmãos. Todas as suas 25 caldeiras antigas foram removidas e substituídas por doze modelos a óleo combustível que originalmente seriam usadas nos cruzadores de batalha da Classe Borodino. O espaço economizado foi usado para adicionar uma nova antepara estanque longitudinal, o que melhorou em muito sua proteção subaquática.
Suas torres de artilharia foram modificadas para terem um ângulo de recarregamento fixo de seis graus e equipadas com motores elevatórios mais poderosos que aumentaram a cadência de tiro para dois disparos por minuto. Sua elevação máxima aumentou para quarenta graus, o que aumentou seu alcance máximo para 29,5 quilômetros, sendo redesignadas para MK-3-12 Mod. Seus antigos canhões antiaéreos de 76 milímetros foram removidos e substituídos por seis armas semiautomáticas 21-K de 45 milímetros, três no topo da primeira e quarta torres de artilharia. Seis canhões 34-K de 76 milímetros foram montados em plataformas nas superestruturas dianteira e de ré, mais doze metralhadoras DShK de 12,7 milímetros. Seu sistema de controle de disparo foi completamente revisado com dois diretórios de controle de disparo KDP-6, cada um equipado com dois telêmetros Zeiss de seis metros, posicionados no alto das superestruturas. Seu computador mecânico original Pollen Argo Clock para controle de disparo foi substituído com uma cópia de um computador da Vickers, designado AKUR pelos soviéticos, além de uma cópia de um giroscópio Sperry vertical estável. Também recebeu os primeiros diretórios antiaéreos estabilizados da Frota Naval Militar, o SVP-1, com dois sendo equipados de cada lado da superestrutura dianteira. Eles eram estabilizados manualmente e com desempenho abaixo do satisfatório, pois os marinheiros que o operavam tinham dificuldade de manter as miras no horizonte quando as movimentações do navio eram violentas.
O primeiro estágio de reconstrução do Parizhskaia Kommuna terminou em janeiro de 1938 com questões de instabilidade não-resolvidas, consequência de todo o peso adicionado acima da linha d'água. As opções para resolver o problema foram muito discutidas até o marechal Kliment Vorochilov, o Comissário do Povo para Defesa, aprovar em 1939 a adição de protuberâncias antitorpedo, o que aumentaria a proteção subaquática da embarcação e resolveria a questão da instabilidade. A segunda parte da reconstrução foi realizada entre dezembro de 1939 e julho de 1940. As protuberâncias estendiam-se do depósito de munição dianteiro até o depósito de ré e aumentaram a boca em 5,62 metros. Elas tinham uma forma incomum que consistia em um compartimento vazio exterior que tinha a intenção de enfraquecer a força do torpedo, tendo atrás uma seção relativamente estreita imediatamente adjacente ao casco original que ia desde a linha d'água até a sentina. Os tubos de torpedo submersos eram incompatíveis com as protuberâncias e foram removidos. O deslocamento padrão aumentou para 30 395 toneladas e a altura metacêntrica aumentou para 2,03 metros, porém sua velocidade máxima caiu para 21,5 nós (39,8 quilômetros por hora). Os soviéticos aproveitaram da estabilidade extra para reforçar sua blindagem do convés ao substituir a blindagem do meio com placas de aço cimentando de 76 milímetros de espessura que originalmente seriam dos cruzadores rápidos da Classe Admiral Nakhimov. Estas não eram ideais, pois eram mais duras do que o desejado para placas de convés, mas tinham a vantagem de estarem disponíveis gratuitamente. Em algum momento seus canhões 21-K foram removidos e dezesseis canhões antiaéreos automáticos 70-K de 37 milímetros foram instalados, três em cada topo das torres de artilharia dianteira e de ré e doze nas superestruturas.

### Segunda Guerra
Quatro de seus canhões de 120 milímetros foram transferidos para uso em terra em 22 de junho de 1941. A Alemanha invadiu a União Soviética em junho de 1941 enquanto o Parizhskaia Kommuna estava em Sebastopol, com ele sendo inicialmente mantido na reserva durante o ataque soviético ao porto de Constança, na Romênia. O navio foi evacuado para Novorossiisk em 30 de outubro depois dos alemães terem atravessado as linhas de defesa soviéticas próximas do Istmo de Perekop. Ele bombardeou tropas alemãs e romenas ao sul de Sebastopol em 28 e 29 de novembro com 146 projéteis de 305 milímetros e 299 de 120 milímetros. O Parizhskaia Kommuna foi para a Baía Sul de Sebastopol em 29 de dezembro e disparou 179 projéteis de 305 milímetros e 265 de 120 milímetros contra tropas alemãs, embarcando então 1 065 feridos e partindo no dia 31 na companhia do cruzador pesado Molotov. Bombardeou mais posições inimigas ao sul de Teodósia na noite de 4 para 5 de janeiro de 1942 e depois no dia 12. O couraçado proporcionou suporte de artilharia três dias depois para o desembarque de tropas soviéticas atrás das linhas inimigas ao longo do litoral sul da Crimeia. Bombardeou posições alemãs ao oeste e norte de Teodósia nas noites entre 26 e 28 de fevereiro durante uma ofensiva do 44º Exército. Disparou seus últimos tiros na guerra contra alvos próximos de Teodósia nas noites entre 20 e 22 de março, seguindo para Poti a fim de ter seus canhões de 120 milímetros realinhados. Quando estes trabalhos terminaram, os soviéticos não estavam mais dispostos a arriscar uma embarcação tão proeminente para ataques aéreos alemães, que já tinham afundando vários cruzadores e contratorpedeiros. Foi renomeado de volta para Sebastopol em 31 de maio de 1943, mas permaneceu em Poti até o final de 1944, quando liderou as unidades sobreviventes da Frota do Mar Negro de volta a Sebastopol em 5 de novembro. Radares de aviso aéreo britânicos Tipo 290 e Tipo 291 foram instalados em algum momento durante a guerra. O couraçado foi condecorado em 8 de julho de 1945 com a Ordem do Estandarte Vermelho por seu serviço no conflito. Ele continuou servindo na Frota Naval Militar depois do fim da guerra, sendo convertido em um navio-escola em 24 de julho de 1954 e tirado de serviço em 17 de fevereiro de 1956. O navio foi desmontado em Sebastopol entre 1956 e 1957.